# Resurrezione (Benzone)
La Resurrezione  è un dipinto del pittore fiammingo di origine lombarda Ambrogio Benzone  realizzato tra il 1530-1535  e  conservato nel Museo Catedralicio de Burgos della Cattedrale di Burgos.

## Descrizione
L'opera rappresenta l'episodio evangelico sulla risurrezione di Gesù, in cui appare con una croce sulla mano sinistra. La composizione si distingue per il suo calore e luminosità, così come i suoi dettagli e meticolosità.
Il dipinto fu oggetto di parte dell'esposizione Le età dell'uomo organizzata nella Cattedrale di Zamora nel 2001.